# Claudia Zornoza Sánchez
Claudia Zornoza Sánchez (Madrid; 20 d'octubre de 1990) és una futbolista espanyola que juga com a migcampista en el Reial Madrid Club de Futbol de la Primera Divisió. Va ser internacional absoluta amb Espanya en 2016.

## Trajectòria

### Inicis i consolidació en l'elit
Nascuda a Madrid, va començar a jugar al futbol de molt jove. Ho va fer a diversos equips mixtos de futbol sala fins que fou integrada en el Club Deportivo Coslada. D'allà va recalar en les categories formatives del Rayo Vallecano, si bé no va debutar amb el primer equip fins a 2010, després del seu pas pel Club de Futbol Pozuelo de Alarcón. Va ser allà quan va debutar en la màxima categoria del futbol espanyol. Una altra vegada a Vallecas, va aconseguir el seu primer títol, el Campionat de Lliga de 2011 després de derrotar el Real Club Esportiu Espanyol en la final. Va ser també la temporada de la seua estrena en la Copa de la UEFA —actual Lliga de Campions i màxima competició continental. Va disputar un total de quatre partits, i va debutar el 23 de setembre de 2010 en una victòria per 3-0 enfront del Valur Reykjavík islandés. Van ser eliminades en huitens de final per l'Arsenal Football Club.
Després va recalar en l'Atlètic de Madrid, que també treballava per recuperar anteriors èxits. Malgrat ser els seus anys amb majors registres golejadors, l'equip no va aconseguir els resultats esperats i va decidir posar rumb a València. Amb les matalasseres va signar 25 gols en 82 partits.

### Els anys daurats
En la capital del Túria va aconseguir la seua maduresa futbolística, i va ser una de les titulars del centre del camp del València Club de Futbol. Consolidada en el futbol, va rebre una convocatòria amb la selecció espanyola, amb la qual va debutar. Va ser un dels seus destacats registres en aquesta etapa en la qual va superar una important lesió del lligament creuat, a més d'aconseguir un subcampionat de la Copa de la Reina en el seu primer any. En 2018 i després de tres temporades i un fugaç pas per la Reial Societat va signar amb el Llevant Unió Esportiva, qui va reestructurar el seu equip per a tornar a ser un referent del futbol espanyol. L'equip, on va arribar a ser capitana, va tindre notables èxits en les diferents competicions nacionals entre les quals va destacar especialment l'última temporada de Zornoza com «granota», en classificar-se després d'un tercer lloc en el Campionat de Lliga per a la ronda de classificació de la Lliga de Campions de la temporada següent. A més, l'equip va finalitzar com a subcampió tant de la Supercopa d'Espanya com de la Copa de la Reina.
Malgrat això, el bon any realitzat com a baluard del centre del camp li va portar a signar pel Reial Madrid Club de Futbol —amb tot just un any de vida i subcampió de Lliga la temporada de la seua estrena— i va ser amb el club de la capital amb el qual va disputar la màxima competició continental. Després d'un empat a un gol en el partit d'anada enfront del Manchester City Football Club, Zornoza va ser l'autora del gol de la victòria per 0-1 en el Academy Stadium que va classificar a l'equip per a disputar la fase de grups del torneig per primera vegada en la història. La jugadora va ser una de les més destacades de l'eliminatòria juntament amb Ivana Andrés, amb qui ja va coincidir en la seua etapa a València, Misa Rodríguez o Athenea del Castillo.
Va ser un dels pilars de l'equip durant el primer terç de temporada, on van sofrir un rendiment irregular. Tot i això, van aconseguir classificar-se per als quarts de final de la Lliga de Campions per primera vegada en la curta història de la secció, en la qual era també la seua primera participació, fet que van certificar el 8 de desembre de 2021 en vèncer per 0-3 al Ungmennafélag Breiðablik Kópavogur islandés. Va ser el tercer i últim gol, obra de Zornoza, el número 100 del club en la seua història.

## Internacional
Habitual en les convocatòries de les categories inferiors d'Espanya, no va tindre molta presència en la selecció absoluta. Únicament va disputar una trobada, el 4 de març de 2016 enfront de la selecció romanesa que va finalitzar amb empat a zero. Va començar com a titular i va ser substituïda en el minut 56 de l'encontre per Marta Corredera.